# Ligne de Saint-Germain-des-Fossés à Nîmes-Courbessac
 (juin 2014).
La ligne de Saint-Germain-des-Fossés à Nîmes-Courbessac, dont la section de Langeac à Alès est surnommée ligne des Cévennes, est une ligne de chemin de fer française à écartement standard reliant Saint-Germain-des-Fossés à Nîmes par Gannat et Clermont-Ferrand. Elle est l'œuvre du capitaine d'industrie Paulin Talabot (1799-1885), qui crée en 1836 la « Compagnie des mines de la Grand'Combe et des chemins de fer du Gard » afin de désenclaver les gisements de charbon du bassin houiller d'Alès. Cette société a été reprise en 1852 par la Compagnie du chemin de fer de Lyon à la Méditerranée, elle-même absorbée en 1857 par la Compagnie des chemins de fer de Paris à Lyon et à la Méditerranée (PLM).

## Description
La ligne de Saint-Germain à Nîmes traverse successivement en région Auvergne-Rhône-Alpes les départements de l'Allier, du Puy-de-Dôme, de la Haute-Loire et plus ponctuellement de l'Ardèche ; en région Occitanie, la Lozère et enfin le Gard sont traversés. Culminant à 1 025 mètres d'altitude (près de la gare de La Bastide - Saint-Laurent-les-Bains), elle se caractérise par un profil particulièrement difficile, nécessitant de très nombreux ouvrages d'art (tunnels et viaducs), comme le viaduc de Chamborigaud ou encore celui de Chapeauroux. La ligne est d'un intérêt touristique exceptionnel, aussi bien dans la haute vallée de l'Allier entre Langeac et Langogne que sur le versant méditerranéen des Cévennes entre La Bastide-Puylaurent et Alès. Une de ses parties les plus remarquables (entre La Bastide-Puylaurent et La Levade) ainsi que l'embranchement vers Mende a été conçue par l'ingénieur Charles Dombre (1814-1887). La gare de Ners entre Alès et Nîmes a une architecture typiquement anglaise. Paulin Talabot avait en effet voulu faire un clin d'œil aux Stephenson père et fils, pionniers du rail, pour les remercier de leur contribution matérielle et humaine à la construction de son propre chemin de fer.

## Historique

### Origine
La section « d'Alais à Beaucaire », dont fait partie la section d'Alès à Nîmes de la ligne, est concédée à Messieurs Talabot, Veaute, Abric et Mourier par une loi le 29 juin 1833. Les mêmes personnes sollicitent la concession d'une ligne « d'Alais à la Grand-Combe » le 20 mars 1833. La concession de cette nouvelle section leur est accordée par ordonnance royale le 12 mai 1836.
Entre-temps, le 10 mai 1836 est constituée la Compagnie des Mines de la Grand'Combe et des chemins de fer du Gard à laquelle les concessionnaires initiaux transfèrent la concession de la ligne de la Grand-Combe à Beaucaire.
Dans sa partie méridionale, la ligne dessert les villes d'Alès et de la Grand-Combe dès 1841, mais il faudra attendre plusieurs années pour que ce tronçon soit relié à Brioude (en 1867), Issoire et Clermont-Ferrand.
La section « du Guétin à Clermont », dont fait partie le tronçon de Saint-Germain-des-Fossés à Clermont-Ferrand, est concédée à la Compagnie du chemin de fer de Paris à Orléans par une convention signée le 27 mars 1852 entre le ministre des Travaux Publics et la compagnie. Cette convention est approuvée par un décret à la même date.
La section de Clermont-Ferrand à Arvant, partie d'un itinéraire « de Clermont-Ferrand à Lempdes », est concédée par décret impérial le 21 avril 1853 à Messieurs le comte de Morny, J. Masterman, le comte H. de Pourtalès-Gorgier, Matthiew Uzielli, Calvet-Rogniat, Samuel Laing, le marquis de Latour-Maubourg et Hutchinson.
Le 30 mars 1853 est constituée la Compagnie du chemin de fer Grand-Central de France. Cette compagnie est autorisée par un décret impérial du 30 juillet 1853 qui autorise aussi sa substitution aux concessionnaires initiaux de la ligne « de Clermont-Ferrand à Lempdes ».
Les 2 février et 6 avril 1855 est signée une convention entre le ministre des Travaux publics et les administrateurs de la Compagnie du chemin de fer Grand-Central de France. Elle concède à la Compagnie du chemin de fer Grand-Central le tronçon de l'itinéraire « de Bordeaux à Lyon » compris « entre Saint-Étienne et le chemin de fer de Clermont-Ferrand à Montauban » dont la section d'Arvant à Saint-Georges-d'Aurac fait partie. Elle approuve en outre une convention passée le 31 janvier 1855 entre les compagnies du chemin de fer de Paris à Orléans, et du chemin de fer Grand-Central de France par laquelle la première cède à la seconde la concession de la ligne entre Saint-Germain-des-Fossés et Clermont-Ferrand. Cette convention est approuvée par décret impérial le 7 avril 1855.
Mais la Compagnie du chemin de fer Grand-Central de France est victime d'une déconfiture financière et est démantelée en 1857 au profit de la Compagnie du chemin de fer de Paris à Orléans et de la constitution de la Compagnie des chemins de fer de Paris à Lyon et à la Méditerranée (PLM). Cette dernière compagnie récupère notamment la concession des lignes de Saint-Germain-des-Fossés à Clermont-Ferrand, de Clermont-Ferrand à Arvant et « d'Arvant à Saint-Étienne par le Puy » (dont le tronçon d'Arvant à Saint-Georges d'Aurac fait partie de la ligne de Saint-Germain-des-Fossés à Nîmes) lors de sa création par la convention signée le 11 avril 1857 entre le ministre des Travaux publics et les Compagnie du chemin de fer de Paris à Lyon et Compagnie du chemin de fer de Lyon à la Méditerranée. Cette convention concède aussi à titre éventuel à la nouvelle compagnie le tronçon « de Brioude à Alais ». Elle est approuvée par décret le 19 juin 1857.
La section « de Brioude à Alais » est déclarée d'utilité publique par décret impérial le 9 avril 1862, ce qui rend la concession de cette section définitive.
Le raccordement direct de Nîmes est déclaré d'utilité publique par décret le 14 août 1996.

### Le Cévenol
En 1955, un train baptisé Le Cévenol fut créé entre Vichy et Nîmes et prolongé jusqu'à Marseille pour développer le tourisme sur la ligne des Cévennes. Assuré au départ par des autorails X 2400, il fut rapidement assuré par les célèbres autorails panoramiques X 4200, puis remplacé en 1979 par une rame tractée composée de voitures Corail.
Le Cévenol était jusqu'en 2007[précision nécessaire] une alternative à la liaison TGV Paris – Marseille. En 2007, son parcours est limité à Clermont-Ferrand – Marseille, du fait de la généralisation des rames Téoz sur les relations entre Paris et Clermont-Ferrand, conduisant à un changement en gare de Clermont-Ferrand. Dans les années 2010, l'avenir de cette relation était menacé par une limitation du parcours à Nîmes. Le train, jusqu'alors prolongé à Marseille par la ligne de la Côte Bleue, est limité à Nîmes dès 2013, comme convenu dans la convention des trains d'équilibre du territoire justifiant aussi la saturation de la gare de Marseille-Saint-Charles.

### Viaduc de Courbessac
Depuis l'origine de la ligne et jusqu'en 2013, en l'absence d'une liaison directe entre la ligne et la gare de Nîmes, les trains circulant sur la ligne subissaient l'inconvénient d'un rebroussement obligatoire à Nîmes-Courbessac (poste 3 de Nîmes) qui allongeait le temps de parcours d'environ huit minutes pour atteindre la gare de Nîmes. Pour améliorer notamment la relation entre Nîmes et Alès, qui connaît une augmentation de fréquentation, les différents intervenants, organisateurs et financeurs des transports, l'État, la Région Languedoc-Roussillon, le département du Gard et Réseau ferré de France (RFF) ont décidé la construction d'un viaduc à Nîmes-Courbessac qui met en relation directe les voies de la gare de Nîmes-Voyageurs avec la ligne des Cévennes et procure un gain de temps de six minutes dû à la suppression du rebroussement. Le tablier de ce viaduc, long de 1 100 mètres, supporte une voie exploitée en voie banalisée. Les travaux, d'un montant de 37,3 millions d'euros, ont commencé en avril 2010. Le viaduc a été mis en service le 25 mars 2013 et inauguré le 11 avril.
Le rebroussement ainsi évité réduit la durée du trajet Nîmes – Alès à environ une trentaine de minutes. À cette occasion, le débit de la section de ligne est amélioré par la mise en service d'un système d'espacement automatique de type BAPR qui s'accompagne de la mise en place de cinq cantons par sens de circulation, au lieu d'un ou deux selon les heures avec le Block manuel. Les limites des cantons intermédiaires du BAPR sont situées à Mas-des-Gardies, de part et d'autre de Nozières-Brignon, et au sud de Fons-Saint-Mamert.

Images du viaduc de Nîmes-Courbessac en construction
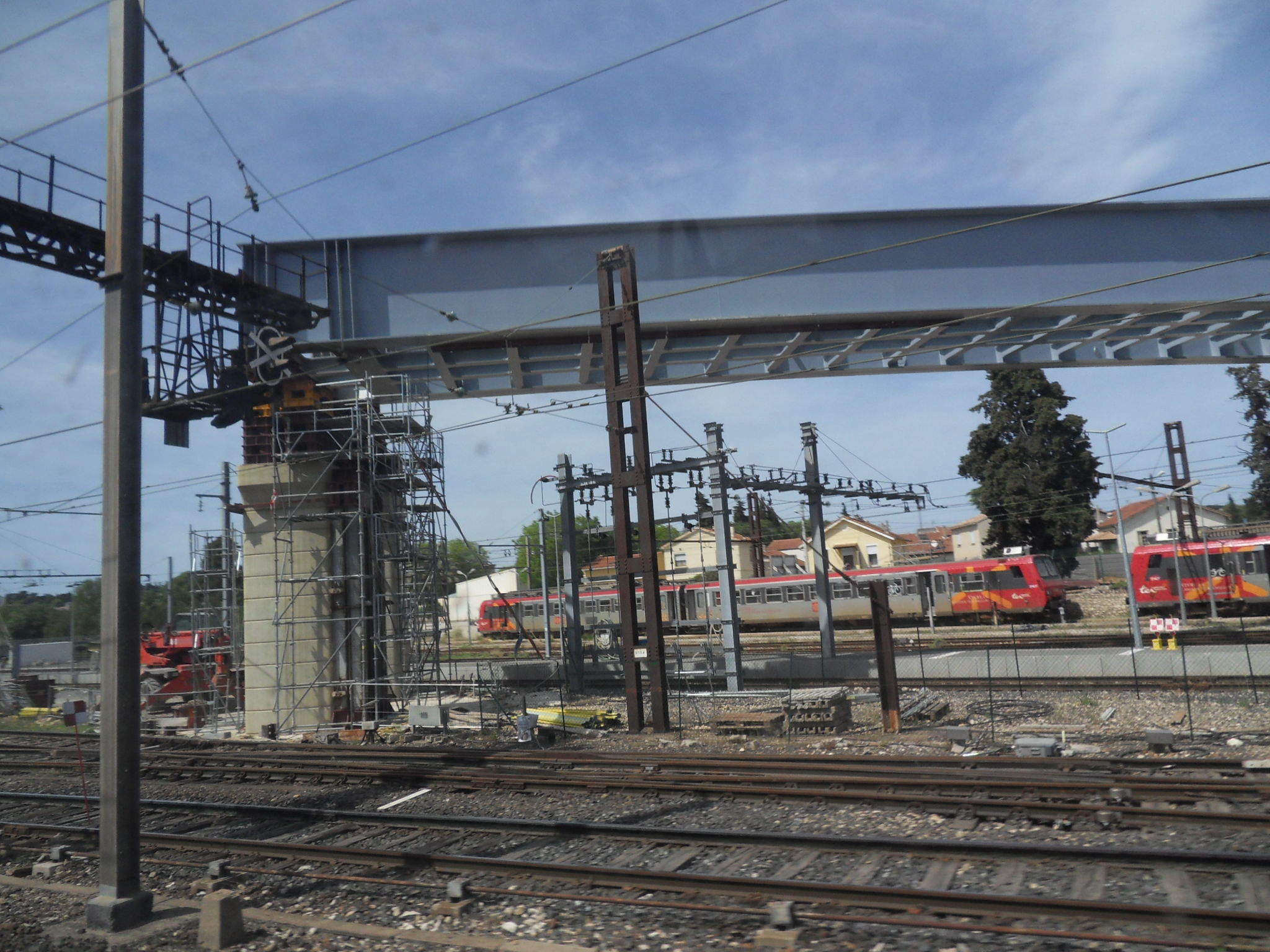
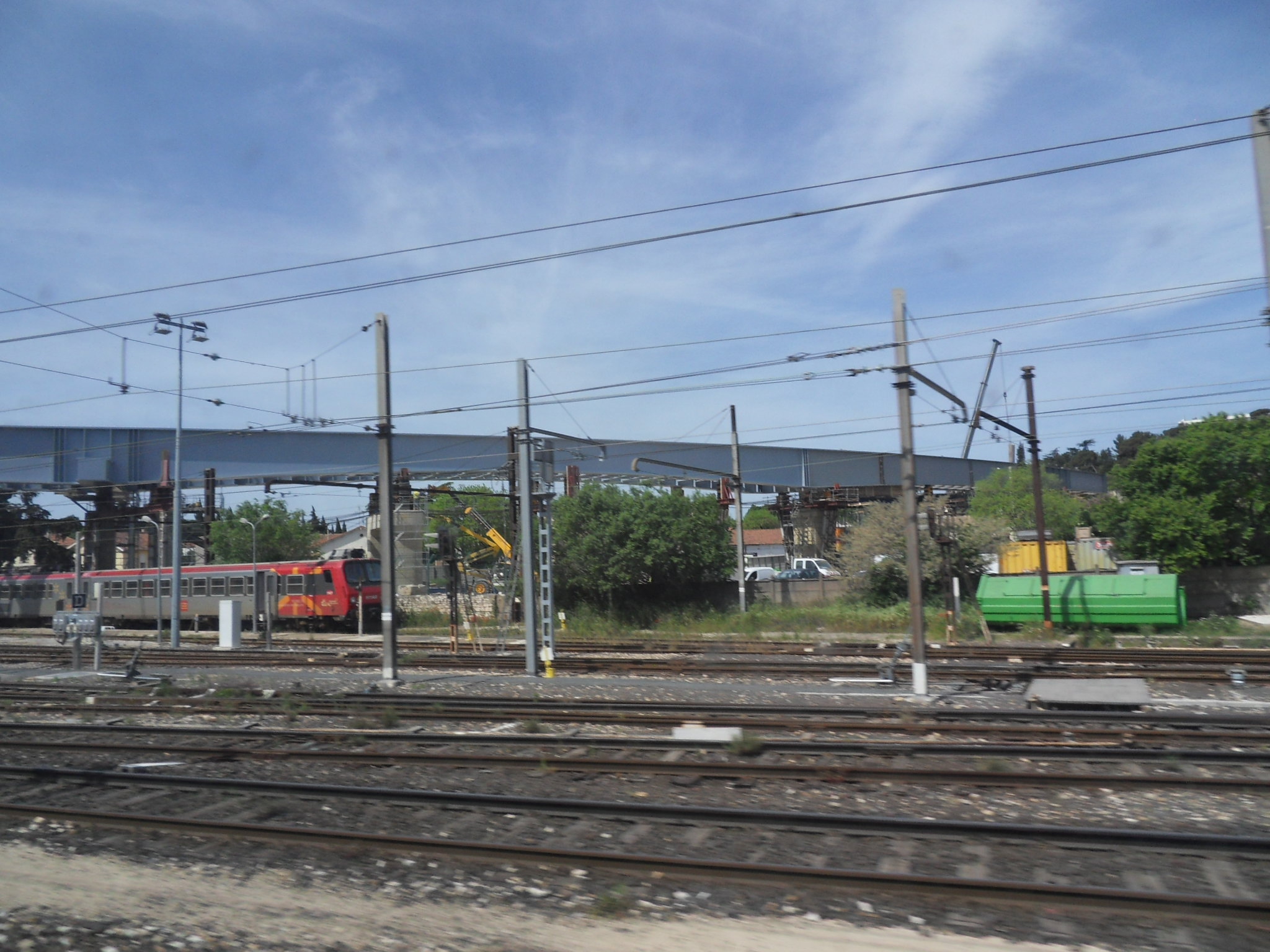
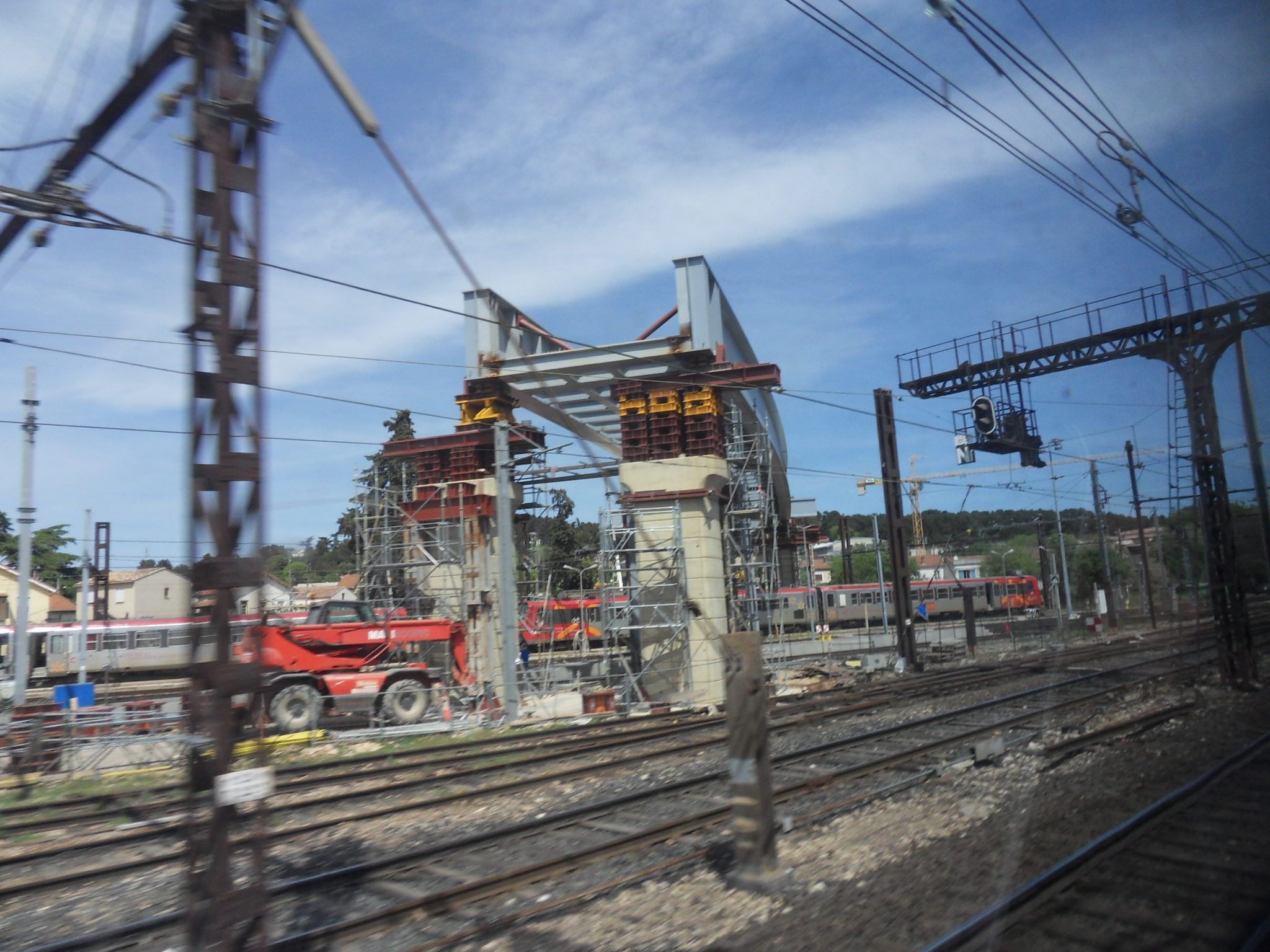

### Chronologie
Dates de concession et d'ouverture des sections de la ligne
- 19 août 1840 : Alès – Nîmes (47 km) ;
- janvier 1841 : Alès – La Levade (17 km, concession le 12 mai 1836) ;
- 7 mai 1855 : Saint-Germain-des-Fossés – Gannat – Clermont-Ferrand (65 km, concession le 27 mars 1852) ;
- 2 juillet 1855 : Clermont-Ferrand – Issoire (35 km, concession le 21 avril 1853) ;
- 3 septembre 1855 : Issoire – Brassac-les-Mines (18 km, concession le 21 avril 1853) ;
- 8 mai 1856 : Brassac-les-Mines – Arvant (6 km, concession le 21 avril 1853) ;
- 1er mai 1857 : Arvant – Brioude (10 km, concession le 7 avril 1855) ;
- 10 décembre 1866 : Brioude – Langeac (31 km, concession le 9 avril 1862) ;
- 12 août 1867 : Villefort – La Levade (31 km, concession le 9 avril 1862) ;
- 16 mai 1870 : Langeac – Villefort (107 km, concession le 9 avril 1862).

Raccordements
- 25 mars 2013 : raccordement de Nîmes (déclaré d'utilité publique par décret le 14 août 1996).

Électrifications
- 22 mars 1990 : Riom - Châtel-Guyon – Clermont-Ferrand.

## Tracé de la ligne

### De Saint-Germain-des-Fossés à Clermont-Ferrand

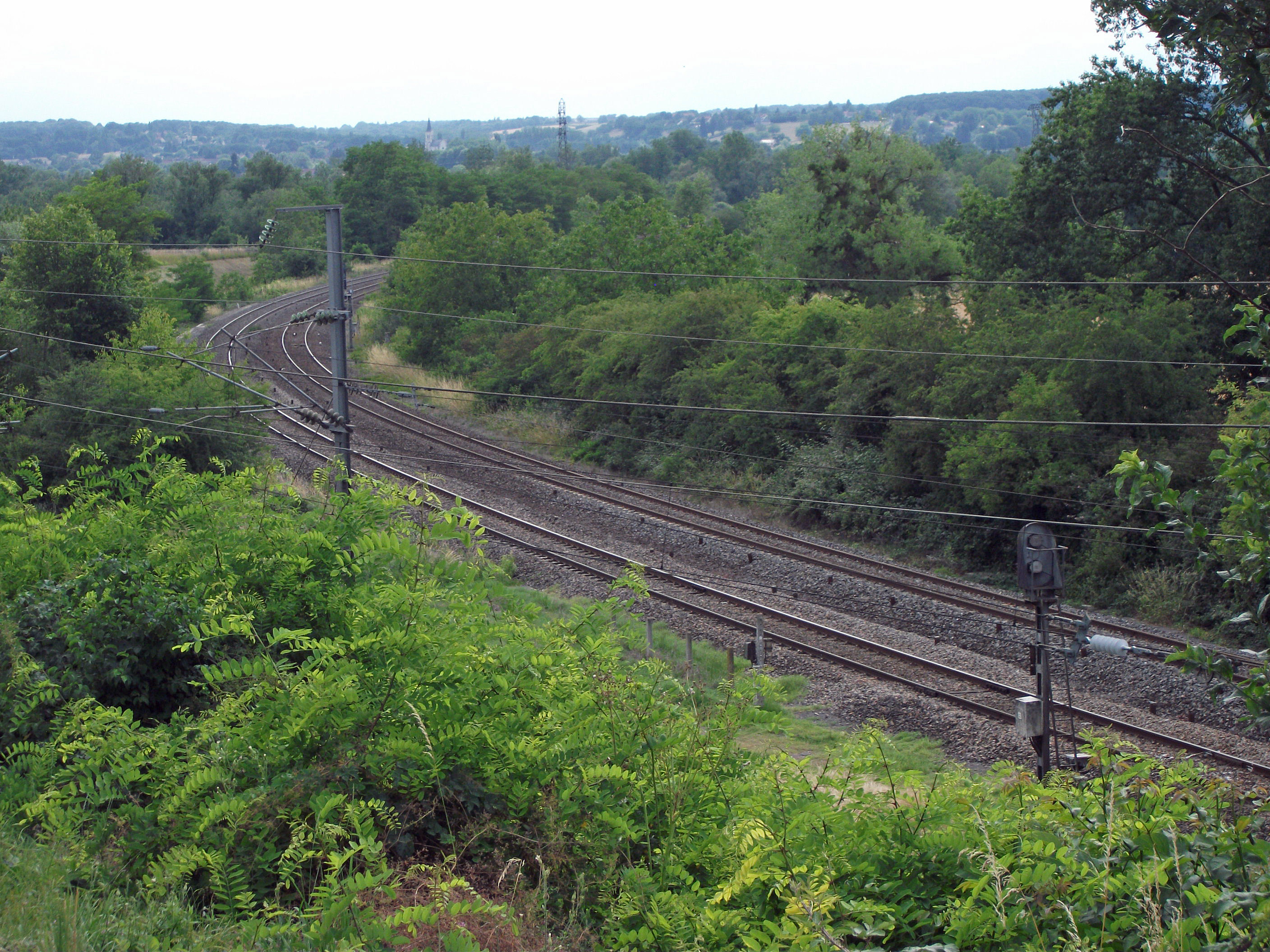
La ligne de Nîmes se scinde de la ligne de Vichy à la sortie de Saint-Germain-des-Fossés.

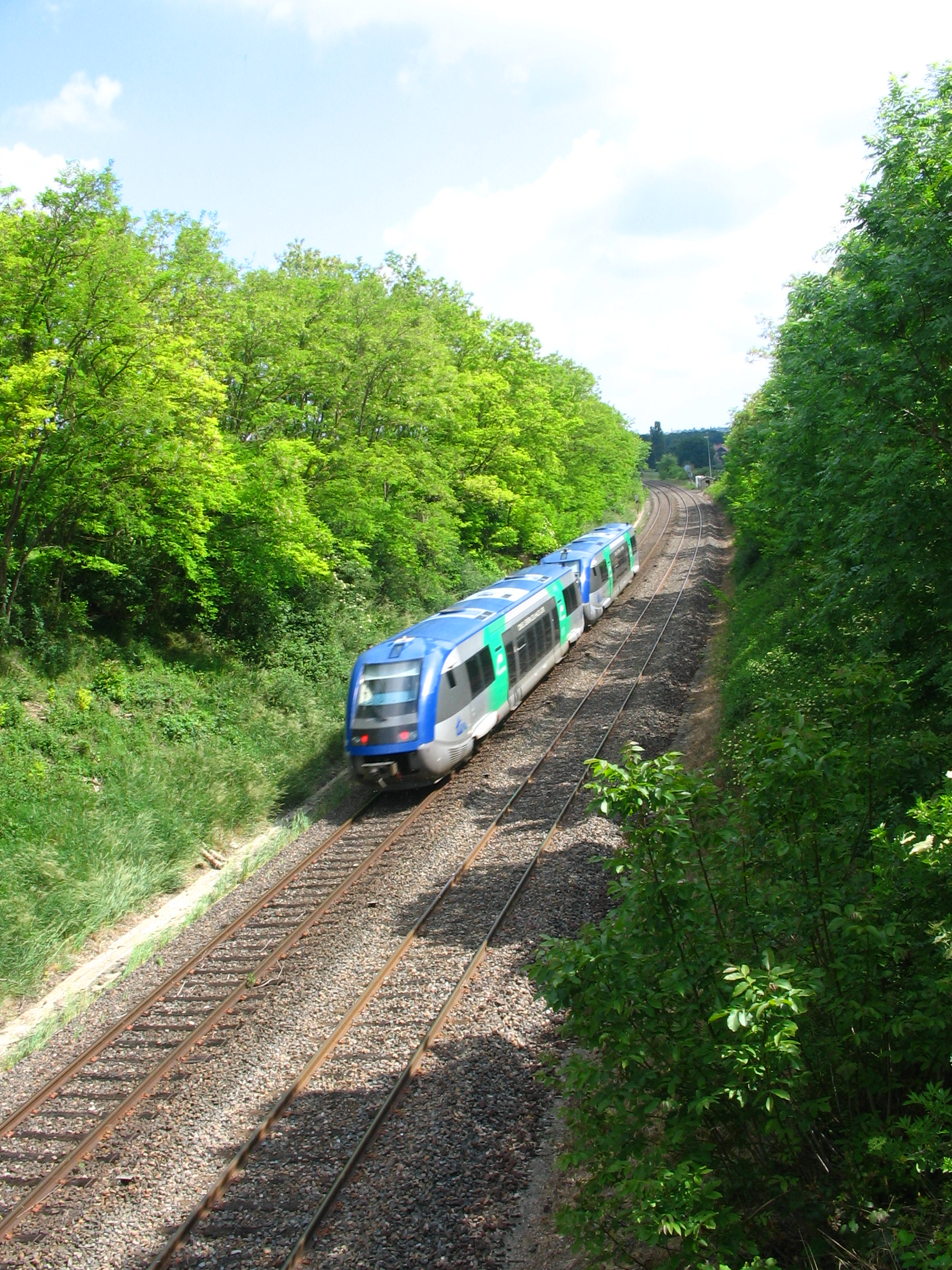
Un TER Auvergne entre Saint-Germain-des-Fossés et Gannat.

La section de Saint-Germain-des-Fossés à Clermont-Ferrand a été ouverte à la circulation en 1855. Elle se détache de la ligne de Darsac qui se dirige vers Vichy. Immédiatement, elle franchit la rivière Allier pour ensuite obliquer à gauche en passant sous la route départementale 6 à Saint-Rémy-en-Rollat puis sous la départementale 27 entre Charmeil et Vendat, puis à deux reprises au-dessus de l'autoroute A719 — deux ponts-rails ont été ripés en août 2013 dans le cadre de la construction de cette autoroute — et une fois en dessous. En 2014, en dehors des détournements de trains desservant normalement Vichy, aucun train de voyageurs ne circule sur cette section de ligne depuis la suppression de l'Intercités Lyon – Bordeaux par Montluçon et Limoges.
Après la gare de Gannat, la ligne continue vers le sud en direction de Saint-Genès-du-Retz et Aigueperse, un des trois arrêts intermédiaires de la section jusqu'à Riom. Primitivement à double sens, la ligne est mise en voie unique au début de l'année 1945 « en raison [d'une] forte pénurie de matériel de voie sur la région Sud-Est », dans le but de récupérer des voies et des traverses. La deuxième voie est posée à nouveau le 23 décembre 1948, puis faute d'entretien, elle est déposée au début des années 1990. En contrepartie, la SNCF augmente les circulations sur la ligne de Saint-Germain-des-Fossés à Clermont-Ferrand via Vichy. Seuls des TER Auvergne-Rhône-Alpes y circulent.
À Riom - Châtel-Guyon, elle rejoint la ligne de Vichy, de construction plus récente (1931). Les voies de la ligne de Gannat arrivent par le quai no 2 (voies 2G/1G) tandis que celles de Vichy arrivent par le quai no 3 (voies 2V/1V). Après le pont-route situé immédiatement à la sortie sud de la gare, la ligne continue en ligne droite sur un peu plus de cinq kilomètres jusqu'à Gerzat en longeant le centre d'essais Michelin, puis le triage des Gravanches après cette halte. Un Renouvellement Voie Ballast a été opéré au printemps 2007 sur cette section.[réf. souhaitée] Près du cimetière des Gravanches, la ligne oblique à droite et rejoint le faisceau de ligne en provenance de Thiers. C'est l'unique tronçon électrifié de la ligne, en 25 kV 50 Hz, depuis 1990.

### De Clermont-Ferrand à Arvant
Longue de 35 km, la section de Clermont-Ferrand à Issoire aurait dû être électrifiée. Les 18 premiers kilomètres de cette section sont parcourus par des TER périurbains ayant pour terminus Vic-le-Comte, avec quatre arrêts intermédiaires. La dernière gare créée est celle de La Pardieu.
L'unique passage à niveau préoccupant de la ligne et du département du Puy-de-Dôme est situé entre Cournon-d'Auvergne et Le Cendre (no 34). Sa suppression est actée par les conseils municipaux et la communauté d'agglomération Clermont Communauté ; un pont-route, situé avenue du Midi, voie d'intérêt communautaire depuis 2003 et desservant une zone d'activités, est mis en service le 23 juin 2014 et inauguré en septembre. Les travaux ont coûté 5 millions d'euros.
Au-delà de Vic-le-Comte, la ligne longe le val d'Allier jusqu'à Issoire. Outre les TER assurant une desserte régionale (dont le Cévenol), au-delà d'Issoire, la ligne comporte un embranchement à Arvant vers Aurillac par la ligne de Figeac à Arvant que les TER empruntent. Par ailleurs, l'Aubrac rebrousse à Neussargues, avant d'emprunter la ligne des Causses jusqu'à Béziers.

### D'Arvant à Langeac
La ligne est à voie unique. Malgré son profil difficile, elle a dans le passé assuré un trafic de fret important, en transportant du bois depuis le Massif central, du charbon depuis le bassin des Cévennes, des produits chimiques et de la bauxite traités par l'usine de Salindres. En gare de Saint-Georges-d'Aurac, le Cévenol et les trains vers Nîmes continuent vers la direction de Langeac tandis que les trains à destination du Puy-en-Velay quittent la ligne.

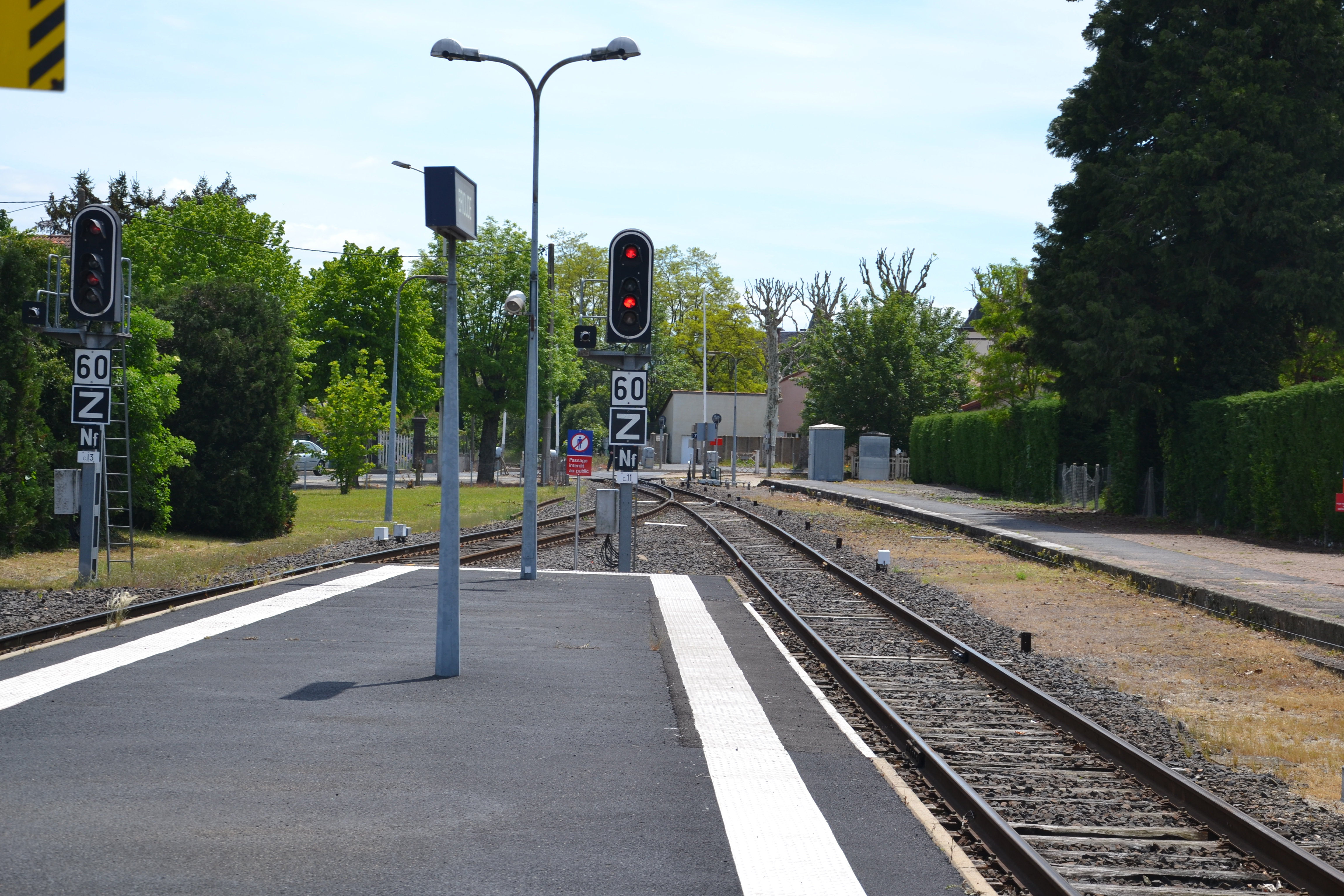
Entrée de la gare de Brioude en direction de Nîmes.
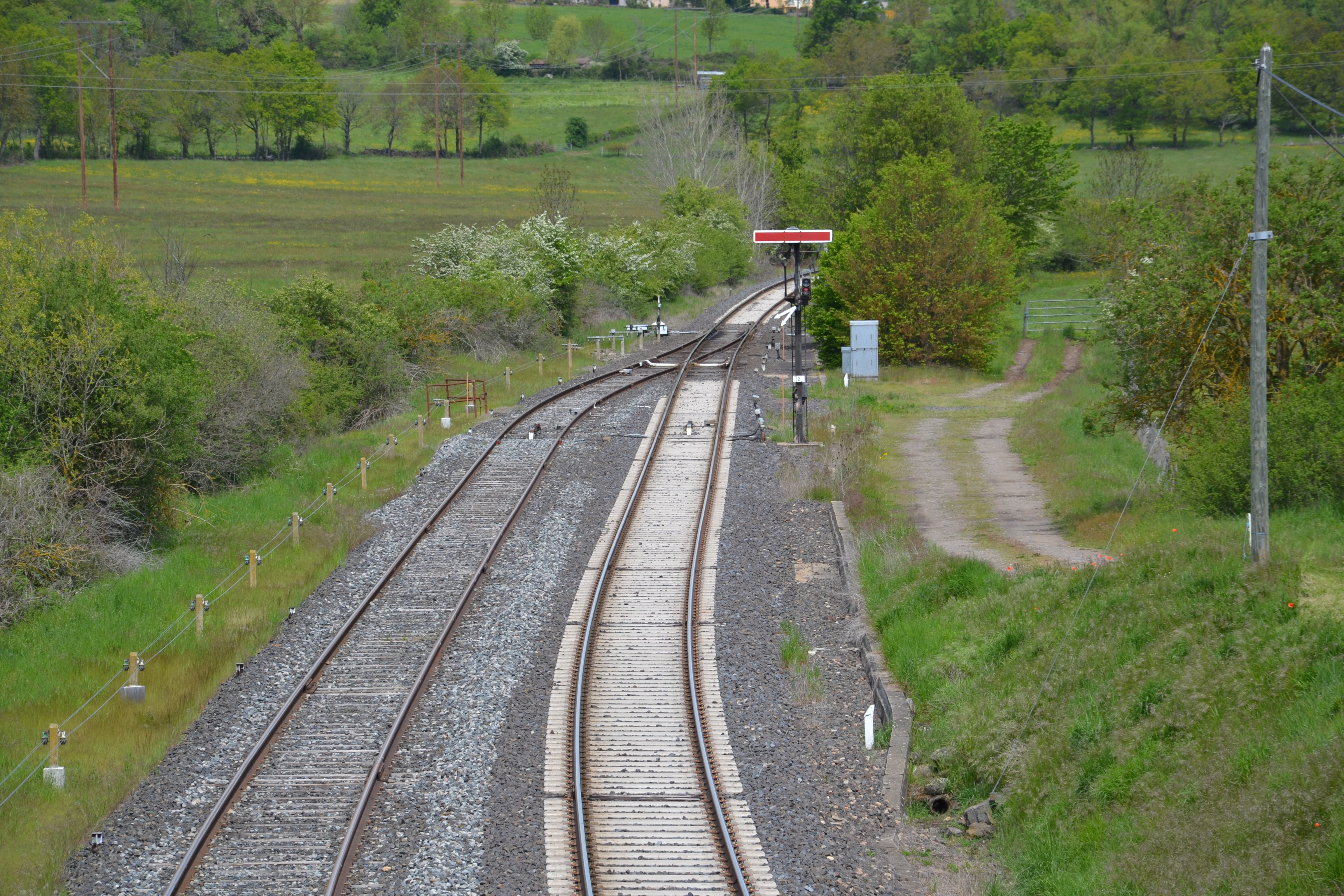
Entrée de la gare de Saint-Georges-d'Aurac en provenance d'Arvant.
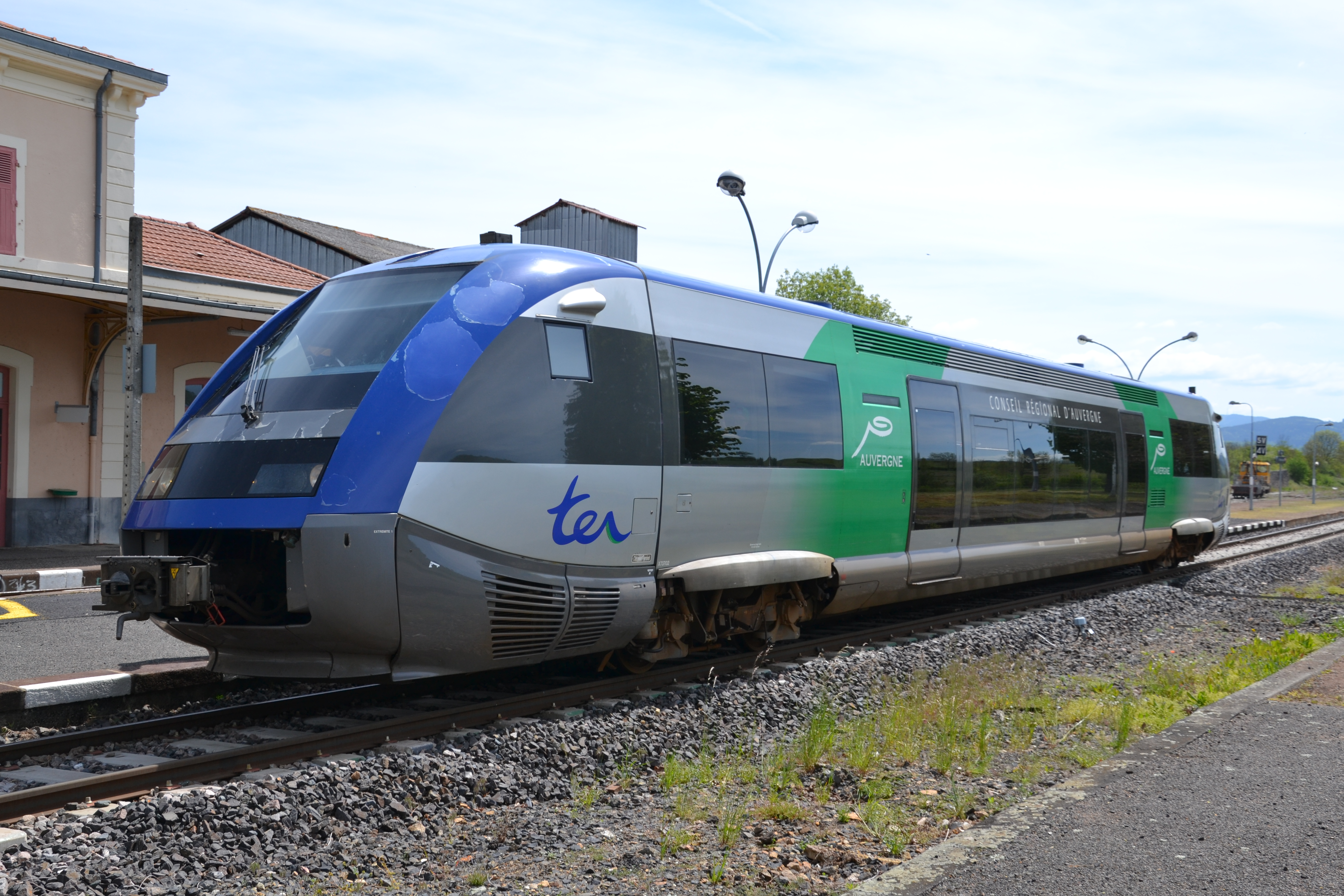
Arrêt d'un TER Auvergne Nîmes – Clermont-Ferrand en gare de Saint-Georges-d'Aurac.
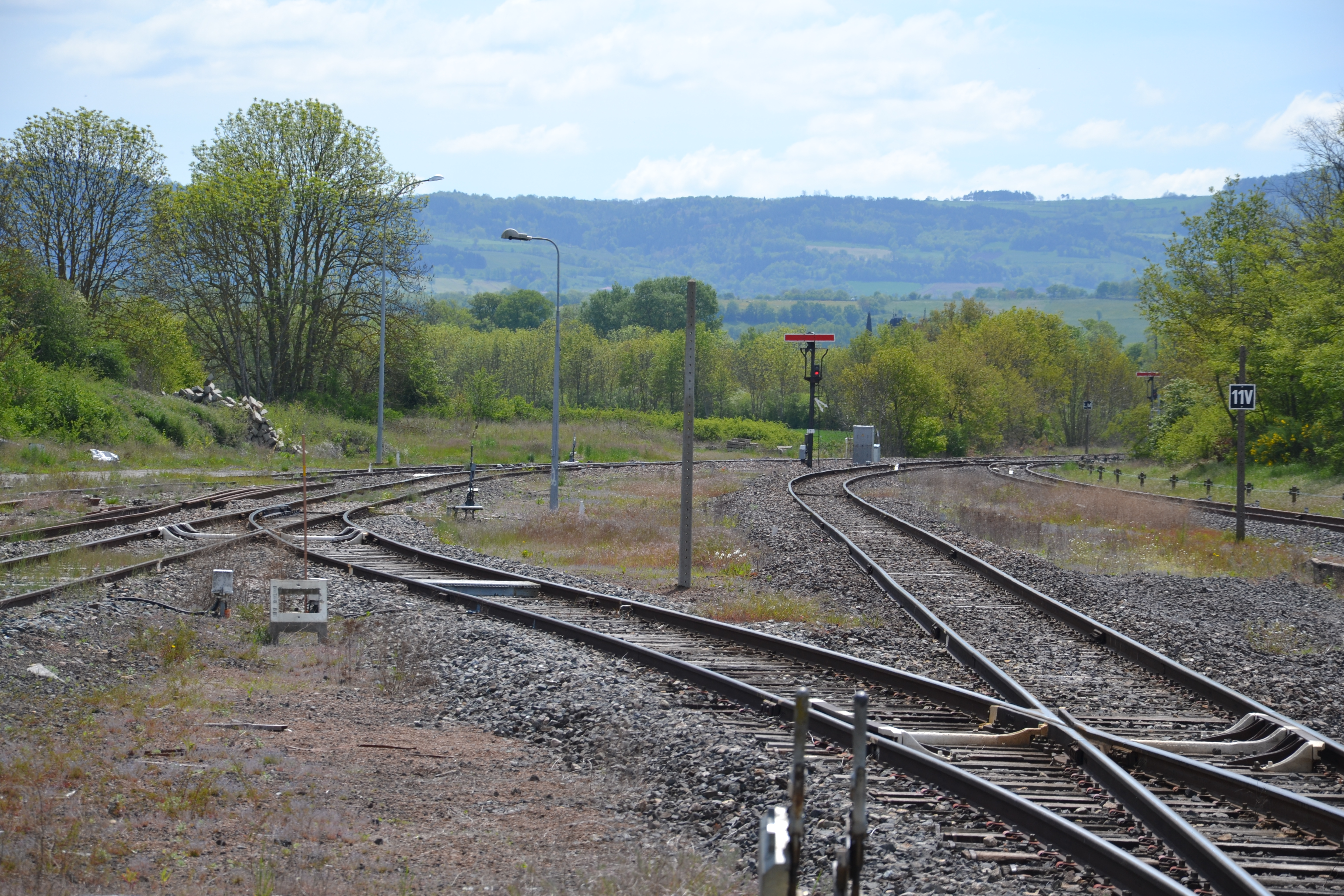
Bifurcation entre les lignes vers Le Puy (à gauche) et Nîmes (à droite).

### De Langeac à Alès

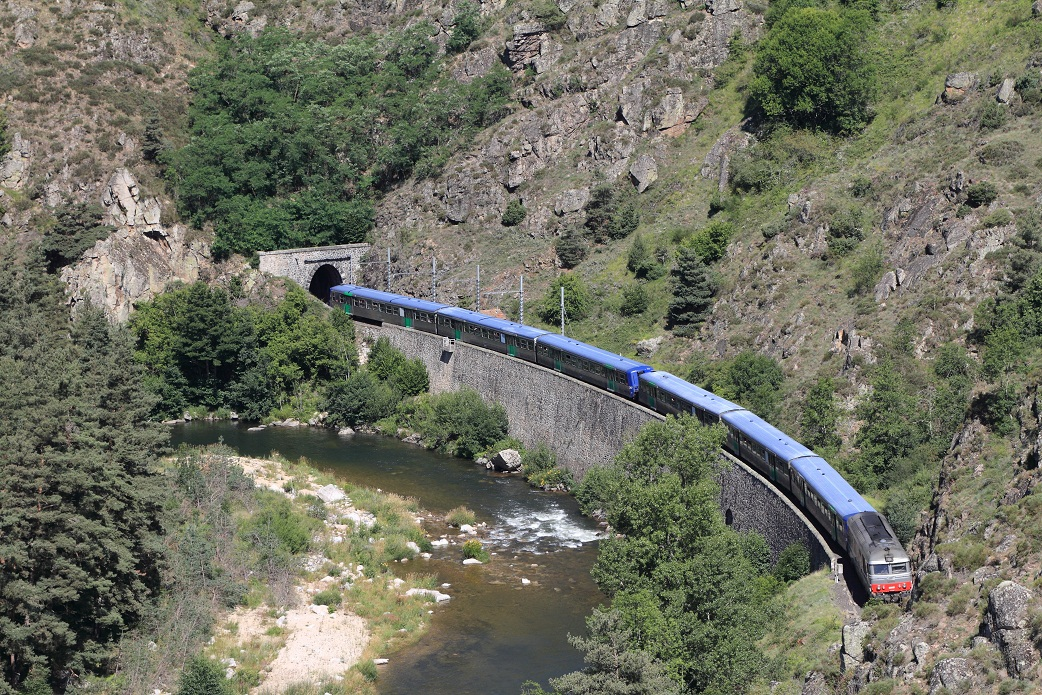
Train touristique en direction de Langeac au PK 573,500 de la ligne des Cévennes en août 2011.

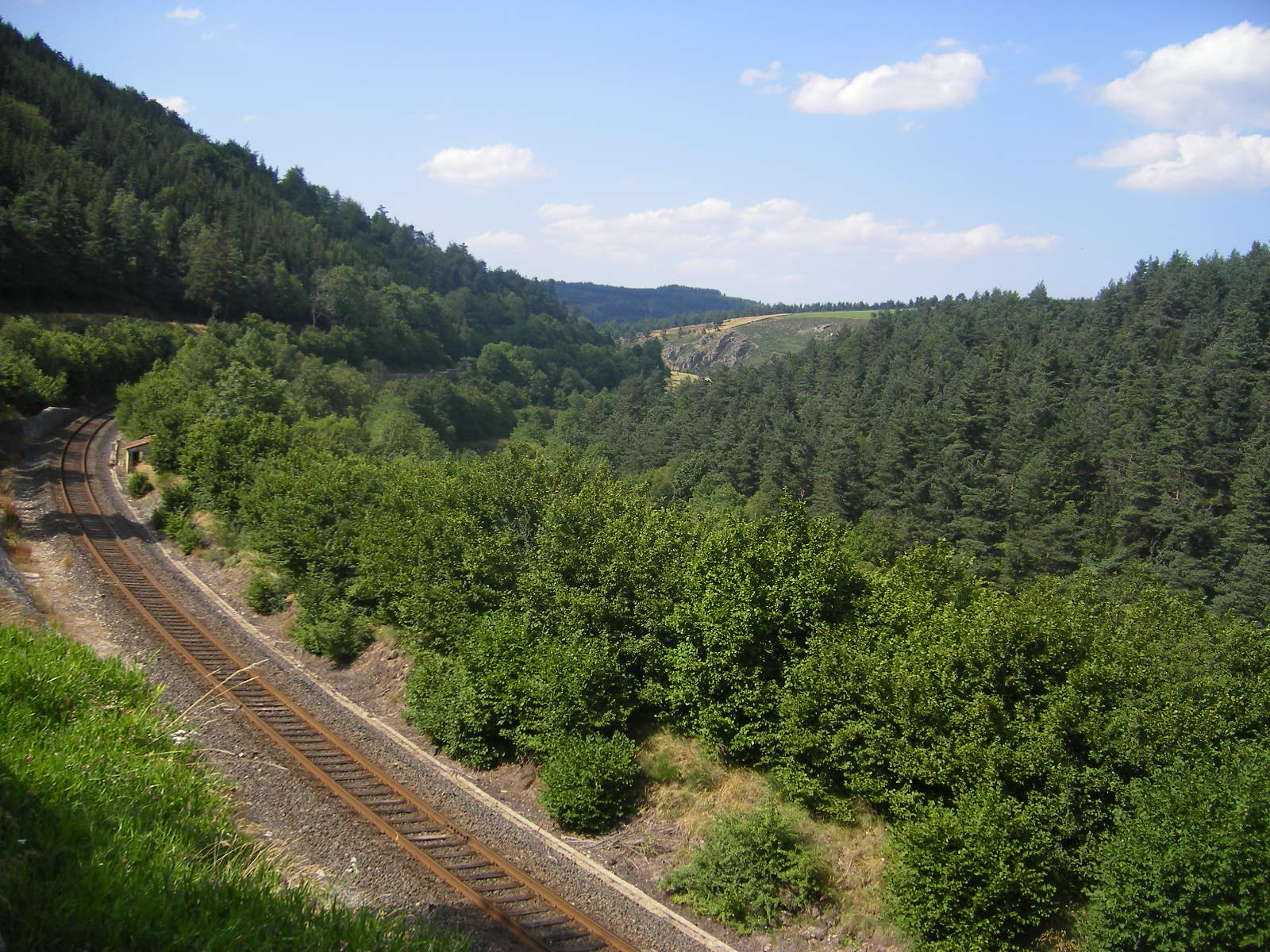
La ligne des Cévennes à Luc, en Lozère.

En 1955, « Le Cévenol » relie chaque jour Clermont-Ferrand à Marseille. À partir de mai 1979, il relie directement Paris à Marseille via Clermont-Ferrand et Nîmes. Depuis le service du 9 décembre 2007, la mise en place des rames Téoz entre Paris et Clermont-Ferrand entraîne deux changements. D'une part, les trains 5957/5958 « Le Cévenol » sont renumérotés 15945/15942. D'autre part, la relation directe depuis Paris est de nouveau supprimée, ce qui nécessite un changement obligatoire à Clermont-Ferrand (tout comme pour son homologue « L'Aubrac » à destination de Béziers). Depuis le service annuel 2013, le Cévenol est limité à Nîmes.
Plusieurs embranchements ont été fermés à la suite de l'arrêt des industries du Massif Central et du report du trafic des marchandises et des voyageurs sur la route. Seuls deux embranchements sont encore en service sur cette section : à La Bastide-Saint-Laurent-les-Bains vers Mende et Le Monastier (Translozérien) et à Alès vers Bessèges (ligne Alès - Bessèges).

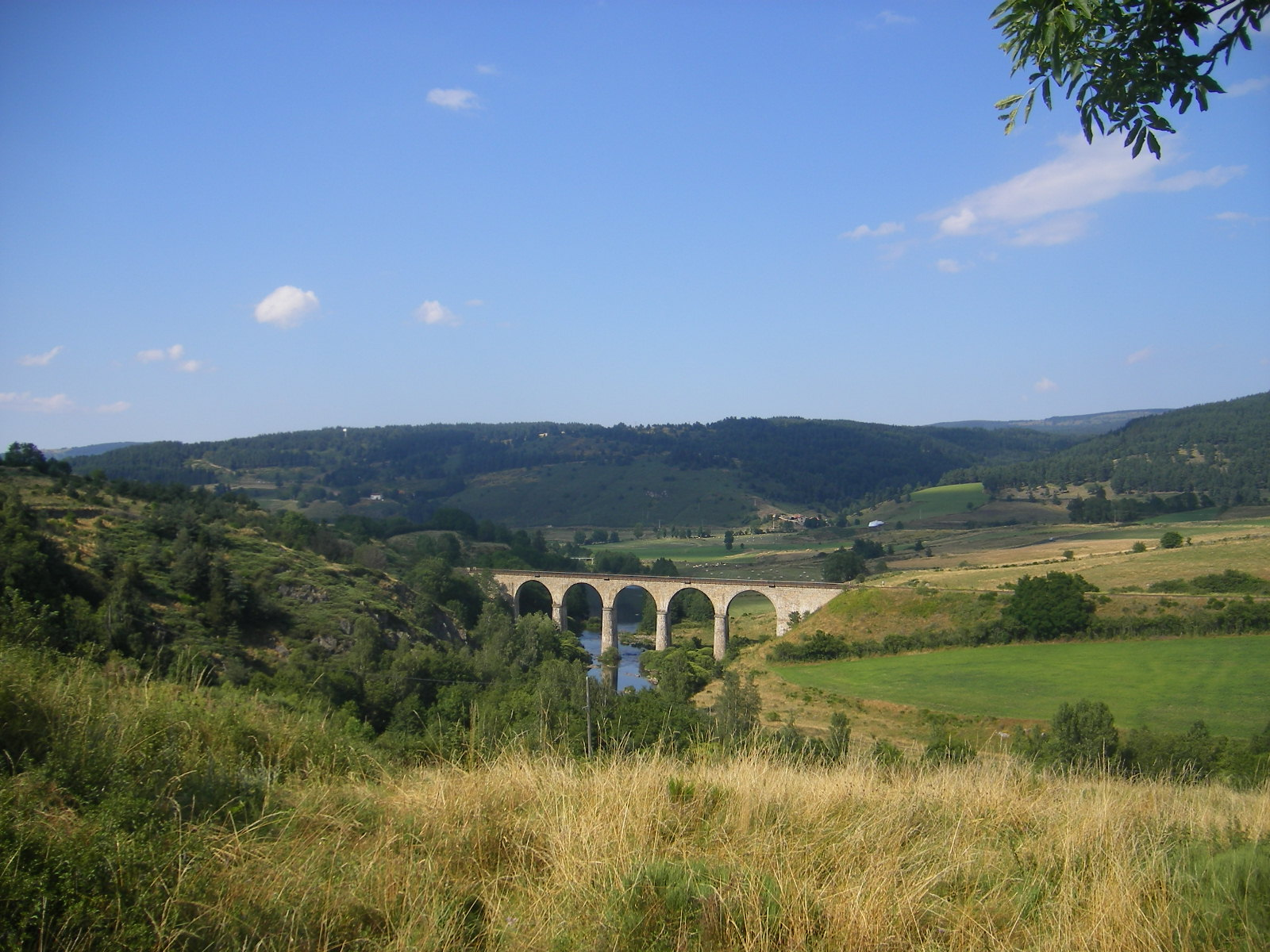
Le viaduc des Brasses sur l'Allier au sud-est de Langogne : en cet endroit, la ligne de Saint-Germain-des-Fossés à Nîmes-Courbessac quitte le département de la Lozère (à gauche) pour entrer dans celui de l'Ardèche.

Fin 2008, la section de la ligne comprise entre Langeac et Langogne a vu sa vitesse réduite à 30 km/h au lieu de 70 à 85 auparavant, entraînant un allongement du parcours d'environ une heure pour les trois paires de TER qui l'empruntent chaque jour. Cette section, semblant abandonnée par RFF selon la sénatrice du Gard Françoise Laurent-Perrigot, nécessite des travaux d'urgence. Ceux-ci ont alors été entrepris (régénération de la voie et pose de filet de détection de chutes de rocher) et ont permis de retrouver fin 2010 les vitesses de pointe permises par le tracé sur une partie du parcours et de relever de 30 à 40 km/h la limitation de vitesse sur le reste de cette section, grâce aux crédits du Plan Rail Auvergne. Le gain de temps est alors de 30 minutes. D'autres travaux ont été programmés, lesquels permettront de retrouver les vitesses initiales (1 h 25 en 2014 contre 2 h en 2010), et ce malgré d'autres zones de ralentissement entre Génolhac et Alès.
Le département de l'Ardèche est réputé pour ne comporter depuis 1973 aucune ligne de chemin de fer ni gare ouvertes aux voyageurs autre que purement touristiques ; il y existe cependant un trafic de fret, notamment sur la ligne de Givors-Canal à Grezan en rive droite du Rhône. Cependant, dans le sud-ouest de ce département, la ligne de Saint-Germain-des-Fossés à Nîmes-Courbessac pénètre en deux endroits en Ardèche lorsque la voie circule en rive droite de l'Allier : entre Langogne et Cellier-du-Luc et à Laveyrune. Le long de ce tronçon d'une vingtaine de kilomètres, trois gares sont desservies dans le département de la Lozère : Langogne, Luc et La Bastide - Saint-Laurent-les-Bains dans le bourg de la Bastide-Puylaurent. Néanmoins, même si ces gares sont parfois distantes de quelques mètres de l'Ardèche et que celle de La Bastide - Saint-Laurent-les-Bains fait référence au bourg ardéchois de Saint-Laurent-les-Bains-Laval-d'Aurelle distant d'environ huit kilomètres, aucune ne se trouve dans le département.

### D'Alès à Nîmes
Cette section de ligne, qui relie la ville de Nîmes, préfecture du Gard, à l'agglomération d'Alès (un peu plus de 130 000 habitants), reste une des sections de ligne les plus actives avec une desserte principalement assurée par environ quinze à vingt circulations TER journalières pour chaque sens de circulation entre 6 h et 22 h. Longue de 46 kilomètres, elle est équipée d'une double voie sur laquelle l'espacement des circulations est désormais assuré en BAPR depuis le 12 décembre 2011 (elle était jusque-là assuré par un block manuel avec un poste de cantonnement à service temporaire à Nozières-Brignon).

## Infrastructure

### Signalisation
La ligne est équipée en BAL de Riom - Châtel-Guyon à Issoire, en BAPR de Saint-Germain-des-Fossés à Riom, d'Issoire à Brioude et d'Alès à Nîmes et en BM entre Brioude et Alès. Le BAL a été mis en service en 1984 sur la section de Riom à Clermont-Ferrand et en 1987 de Clermont-Ferrand à Issoire, celle-ci remplaçant le block manuel, conséquence de l'amélioration de la desserte avec la mise en circulation de rames réversibles régionales et de relèvements de vitesse pouvant atteindre 140 km/h au nord des Martres-de-Veyre.
Seule la section électrifiée est équipée du contrôle de vitesse par balises (KVB). La section de Saint-Germain à Clermont-Ferrand est équipée de la radio sol-train sans transmission de données (avec transmission entre Clermont et Brioude).

### Électrification

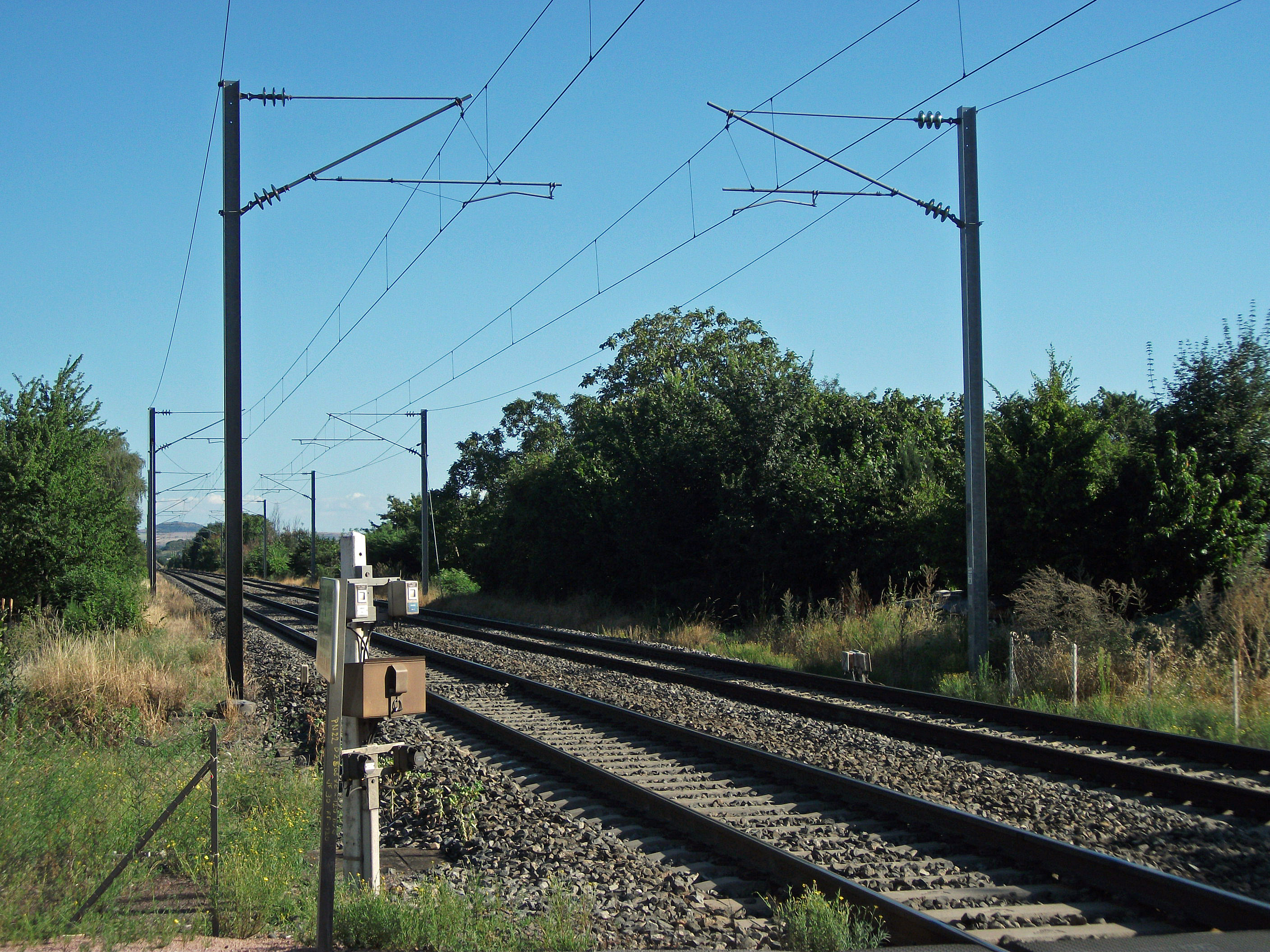
La ligne en direction de Clermont-Ferrand, depuis le passage à niveau no 22 de Ménétrol, en août 2016.

Plusieurs projets d'électrification furent proposés sur la ligne, mais n'ont pas abouti. Le premier remonte à 1910, entre Alès et Langeac, puis un deuxième dans les années 1920 en 1 500 V continu, nécessitant la construction d'ouvrages hydroélectriques.
Une partie de la ligne devait être électrifiée en 1947 en courant monophasé 20 kV 50 Hz. Nécessitant de mettre des tunnels au gabarit électrification, cette opération a été annulée au profit de la ligne d'Aix-les-Bains-Le Revard à Annemasse. De même, il a aussi été évoqué une électrification entre Langeac et Nîmes en courant continu 1 500 V.
L'électrification de l'axe Saint-Germain-des-Fossés – Clermont-Ferrand, en courant monophasé 25 kV 50 Hz — dernière étape de l'électrification de la relation ferroviaire de Paris à Clermont-Ferrand —, a été approuvée par une décision ministérielle du 14 décembre 1987. Les installations électriques sont mises en service le 22 mars 1990. Il a été retenu l'itinéraire par Vichy malgré un profil plus accidenté.
Prévue au CPER Auvergne 2000-2006, l'électrification de Clermont-Ferrand à Issoire a été ajournée, conséquence du mauvais état des infrastructures ferroviaires en Auvergne et du report des crédits prévus vers l'amélioration du réseau routier.
Ainsi, la section de 14 km entre les gares de Riom - Châtel-Guyon et de Clermont-Ferrand, ainsi que quelques voies du triage des Gravanches, est la seule électrifiée.

### Vitesses limites
Le tableau ci-dessous montre les vitesses limites de la ligne en 2015 pour les AGC entre Saint-Germain-des-Fossés et Nîmes. Certaines catégories de trains, comme les trains de marchandises, possèdent généralement des limites plus faibles.
| De (PK)                             | À (PK)                           | Limite (km/h) |
| ----------------------------------- | -------------------------------- | ------------- |
| Saint-Germain-des-Fossés (PK 354,4) | Clermont-Ferrand (PK 419,3)      | 160           |
| Clermont-Ferrand (PK 419,3)         | Les Martres-de-Veyre (PK 433,4)  | 140           |
| Les Martres-de-Veyre (PK 433,4)     | Vic-le-Comte (PK 437,2)          | 100           |
| Vic-le-Comte (PK 437,2)             | PK 441,6                         | 85            |
| PK 441,6                            | Viaduc du Piat (PK 451,9)        | 80            |
| Viaduc du Piat (PK 451,9)           | Le Breuil-sur-Couze (PK 463,1)   | 140           |
| Le Breuil-sur-Couze (PK 463,1)      | Brassac-les-Mines (PK 472,9)     | 95            |
| Brassac-les-Mines (PK 472,9)        | Arvant (PK 478,7)                | 110           |
| Arvant (PK 478,7)                   | Brioude (PK 489,1)               | 130           |
| Brioude (PK 489,1)                  | PK 510,6                         | 95            |
| PK 510,6                            | Saint-Georges-d'Aurac (PK 513,0) | 80            |
| Saint-Georges-d'Aurac (PK 513,0)    | Langeac (PK 520,5)               | 95            |
| Langeac (PK 520,5)                  | Chanteuges (PK 526,4)            | 80            |
| Chanteuges (PK 526,4)               | Monistrol-d'Allier (PK 544,5)    | 75            |
| Monistrol-d'Allier (PK 544,5)       | Chapeauroux (PK 567,8)           | 40            |
| Chapeauroux (PK 567,8)              | Langogne (PK 587,1)              | 70 ou 80      |
| Langogne (PK 587,1)                 | Villefort (PK 626,8)             | 80            |
| Villefort (PK 626,8)                | Génolhac (PK 639,8)              | 75            |
| Génolhac (PK 639,8)                 | Viaduc de la Tronche (PK 657,7)  | 55            |
| Viaduc de la Tronche (PK 657,7)     | Grand'Combe-La Pise (PK 660,6)   | 80            |
| Grand'Combe-La Pise (PK 660,6)      | Alès (PK 674,1)                  | 60            |
| Alès (PK 674,1)                     | Nîmes Poste 3 (PK 721,1)         | 120           |
| Nîmes Poste 3 (PK 721,1)            | Nîmes (PK 727,2)                 | 140           |

Notes des vitesses limites
1. ↑  Zone de Riom limitée à 90 km/h et de Clermont-Ferrand limitée à 60 km/h[RP 8].
2. ↑  Traversée d'Arvant limitée à 90 km/h[RP 7].
3. ↑  Traversée de Brioude limitée à 60 km/h[RP 7].
4. ↑  Traversée de Saint-Georges-d'Aurac limitée à 80 km/h[RP 7].

## Superstructure

### Ouvrages d'art

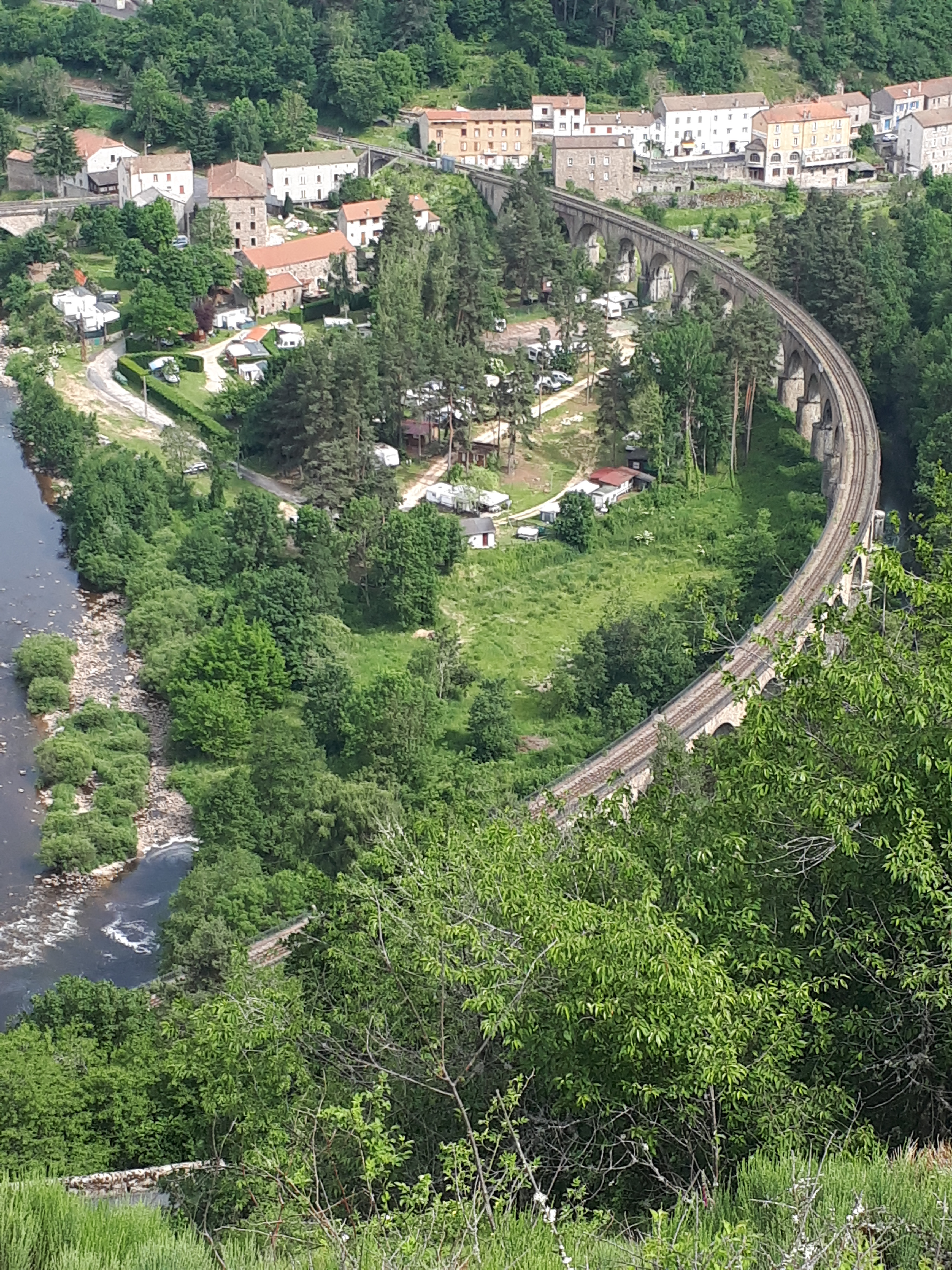
Le viaduc de Chapeauroux.

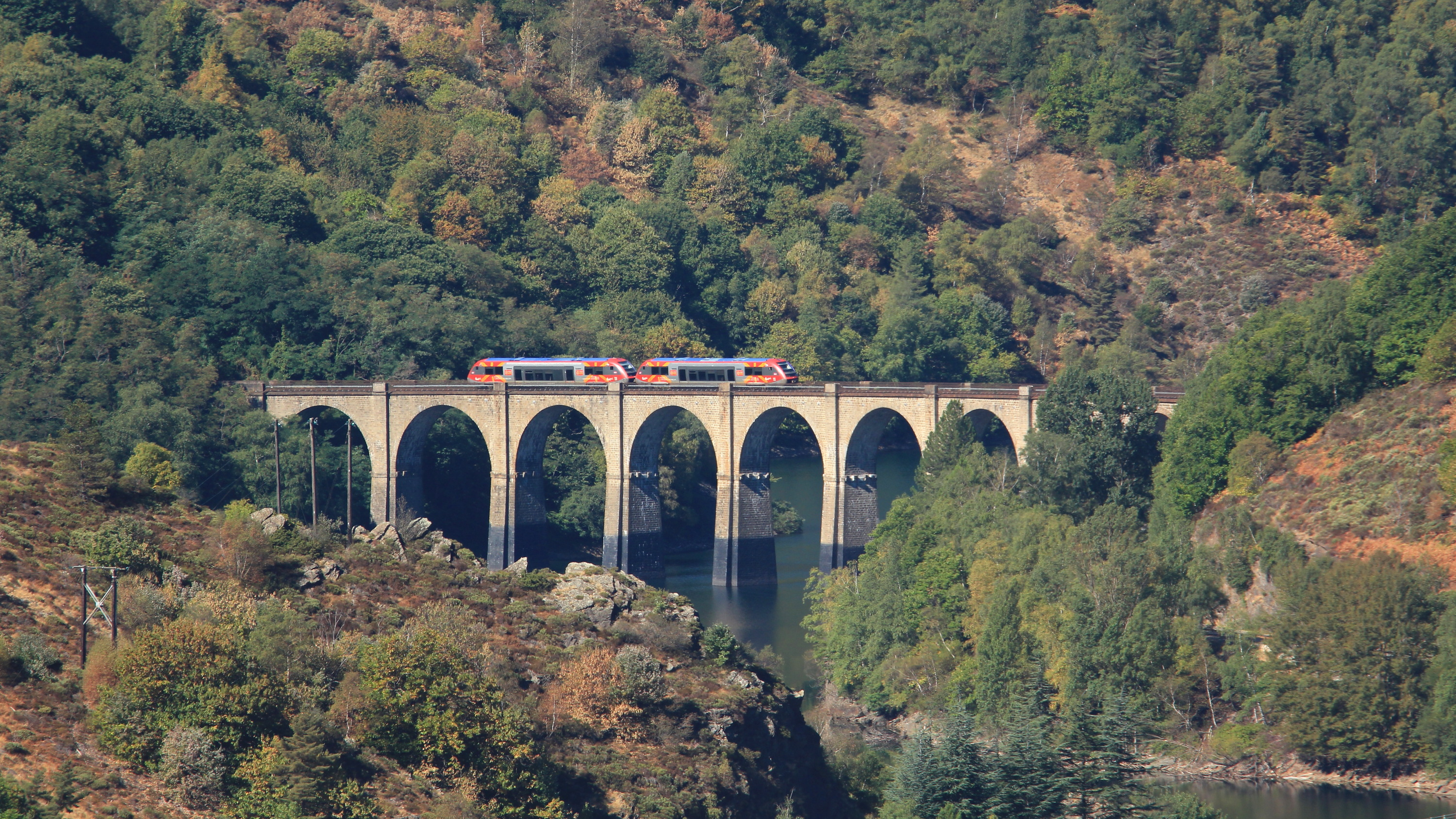
Le viaduc de l'Altier, en grande partie immergé par le Lac de Villefort.

La ligne comprend de nombreux ouvrages d'art :
- Viaduc de Saint-Germain-des-Fossés : premier viaduc situé juste au début de la ligne et franchissant l'Allier, entre Saint-Germain-des-Fossés et Saint-Rémy-en-Rollat. Construit à partir de 1852 et mis en service en 1855, il s'est effondré le 31 mai 1856 à la suite d'une inondation : six des onze arches se sont effondrées[26]. Il est reconstruit en 1858. Un deuxième pont est construit au début des années 1980 ; l'ancien pont est réutilisé pour une route[27] ;
- Viaduc de Costet : situé à 1 km au nord de la gare de Langeac et mis en service le 10 octobre 1866, il se compose de 18 arches de 12 mètres d'ouverture et se constitue de maçonnerie en pierre de taille issue de la carrière du Jahon[28] à 3 km au sud du bourg[29]. Il passe au-dessus du cours d'eau de l'Allier et de la route départementale 585 ;
- Viaduc de Chapeauroux (ou viaduc du Nouveau-Monde) : situé entre les communes de Saint-Christophe-d'Allier (Haute-Loire) et Saint-Bonnet-de-Montauroux (commune déléguée de Saint Bonnet-Laval, Lozère), quelques centaines de mètres avant la gare de Chapeauroux. Construit en 1870 et long de 433 mètres, il est l'œuvre de l'ingénieur Charles Dombre. Il se compose de 28 arches de 12 mètres en courbe de 260 mètres de rayon[30]. Il est inscrit aux Monuments historiques le 28 décembre 1984[31] ;
- Viaduc de Chamborigaud : situé sur les communes de Chambon et de Chamborigaud, construit entre 1865 et 1867 et long de 384 mètres, il est composé de 41 arches et domine la rivière le Luech[32]. Il est inscrit aux Monuments historiques le 28 décembre 1984[33] ;
- Viaduc de l'Altier : situé au nord de Villefort en Lozère, ce pont courbe long de 257 mètres est réalisé en moellons d'appareil et présente une hauteur de 73 mètres. Terminé en 1869, il est immergé au deux-tiers depuis la mise en eaux du barrage hydroélectrique sur l'Altier en 1965 après avoir reçu un traitement de protection.
- Viaduc de Courbessac : situé dans le quartier du même nom à Nîmes, il est mis en service en 2013.

## Trafic

### Des temps de parcours élevés
Du fait de son profil difficile, les temps de parcours sont élevés. Ainsi, sur la relation de Clermont-Ferrand à Nîmes (plus de 300 km), les convois les plus rapides mettaient 6 h 46 en 1951, 4 h 32 en 1971 et 4 h 55 en 1992 pour relier ces deux gares. En 2014, ce temps de parcours est toujours supérieur à 5 h, avec un meilleur temps de parcours à 5 h 5 pour le Cévenol. La vitesse moyenne avoisine les 60 km/h.
La vétusté de certaines portions de la ligne amène également la SNCF à diminuer la vitesse des trains. Depuis 2008, l'état alarmant de la voie et des ouvrages sur la section des gorges de l'Allier ainsi que près de Génolhac a contraint à diminuer cette vitesse, dès 2009, avec une limite à 30 km/h entre Langeac et Langogne et 55 km/h de Génolhac à La Levade.
Toutefois, des travaux (souvent de renouvellement voie ballast) ont permis d'augmenter la vitesse des trains sur certaines sections au sud de Clermont-Ferrand : il existe une section praticable à 140 km/h entre Issoire et Le Breuil-sur-Couze (PK 462,2) depuis juin 2010.
Au nord de Clermont-Ferrand, la section de Saint-Germain-des-Fossés à Riom est parcourable à 160 km/h depuis l'équipement de la section de Gannat à Riom en BAPR-VB au début des années 1990.
Celle de Riom à Clermont-Ferrand, électrifiée, est parcourable à 160 km/h depuis 1976, par relèvement de vitesse pour les relations en provenance de Paris. Sur cette dernière section, les trains ne mettent que neuf minutes (douze en cas d'arrêt à Gerzat) pour parcourir les 14 km séparant ces deux gares. Dans le cadre de l'amélioration de la ligne du Bourbonnais, et plus précisément la tranche C inscrite au CPER Auvergne 2015-2020, il est prévu de porter la vitesse limite à 190 ou 200 km/h, avec la suppression du passage à niveau no 22 de Ménétrol, sur la route départementale 6, empruntée par plus de 3 500 véhicules par jour. Une concertation a été lancée par SNCF Réseau en mars 2021 avec les habitants de Ménétrol pour proposer des solutions alternatives d'accès à la commune ; pour la voie ferrée, les solutions de déplacement ou de mise en tunnel (afin de conserver la circulation sur la route départementale) ont été écartées, le site étant en zone inondable.

### Trains nationaux
Des trains longue-distance empruntent cette ligne :
- Intercités circulant entre Paris et Clermont-Ferrand, qui emprunte l'extrémité nord de la ligne ;
- Intercités « Aubrac » (circulant entre Béziers et Clermont-Ferrand), qui utilise une section de la ligne entre Clermont-Ferrand et Arvant ;
- TER « le Cévenol » (circulant entre Nîmes et Clermont-Ferrand), qui emprunte une large partie de la ligne.

Jusqu'en 2012, une partie de la relation ferroviaire de Lyon à Bordeaux empruntait la ligne entre Saint-Germain-des-Fossés et Gannat. Cette relation a été supprimée rendant déserte en temps normal la section de Saint-Germain à Gannat.
Les trains de nuit Vichy - Nice et Paris - Nîmes ont été supprimés, ainsi que l’autorail qui assurait une liaison touristique entre Lyon et Toulouse via Le Puy, Langeac, Langogne, Mende et Rodez.

### Trains régionaux

#### TER Auvergne-Rhône-Alpes

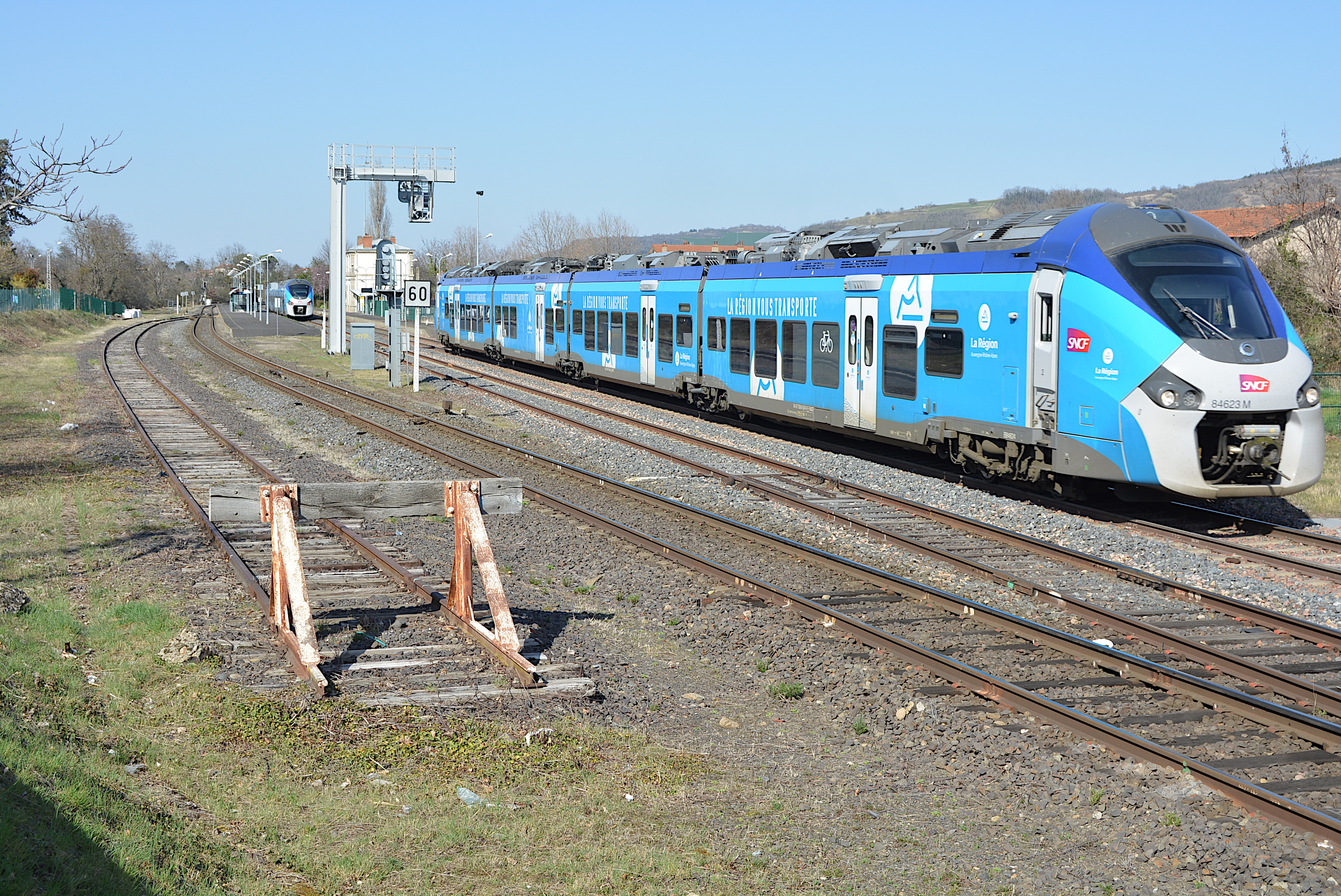
Un TER quittant la gare de Vic-le-Comte en 2022.

Sur le réseau TER Auvergne-Rhône-Alpes circulent les trains suivants au départ de Clermont-Ferrand et utilisant la ligne de Saint-Germain à Nîmes uniquement :
- Clermont-Ferrand – Vic-le-Comte. Les trains sont parfois omnibus (ils desservent quatre gares intermédiaires : La Pardieu, Sarliève - Cournon, Le Cendre - Orcet et Les Martres-de-Veyre, en vingt minutes environ)[40]. À Vic-le-Comte, une troisième voie a été créée en 1996 afin « de favoriser des dessertes périurbaines »[RP 12] ;
- ces trains sont parfois prolongés à Issoire avec desserte de Parent - Coudes - Champeix, néanmoins ils peuvent être directs de La Pardieu à Vic-le-Comte ou Issoire ; la durée du trajet varie de 30 à 40 min[40] ;
- d'autres sont prolongés à Brioude, avec une desserte systématique d'Issoire, de Brassac-les-Mines - Sainte-Florine et d'Arvant, et parfois Le Breuil-sur-Couze entre Issoire et Brassac ; le trajet dure entre 55 min et 1 h 10[40] ;
- enfin vers le nord, circulent les trains omnibus de Clermont-Ferrand à Gannat, en 40 min environ[41].

Enfin circulent les trains suivants, toujours au départ de Clermont-Ferrand et utilisant une autre ligne en plus de Saint-Germain – Nîmes :
- vers Le Puy-en-Velay, les trains empruntent une autre ligne à Saint-Georges-d'Aurac ;
- vers Aurillac, à partir d'Arvant ;
- vers Vichy, Moulins et Lyon ;
- vers Montluçon, à partir de Gannat.

#### TER Occitanie
Sur le réseau TER Occitanie circulent les trains d'Alès à Nîmes (32 min, 19 allers et 18 retours par jour en semaine dont 4 omnibus, arrêt systématique à Saint-Geniès-de-Malgoirès). Certains trains sont prolongés jusqu'à Génolhac, La Bastide - Saint-Laurent-les-Bains (depuis Mende) ou Langogne.

### Fret

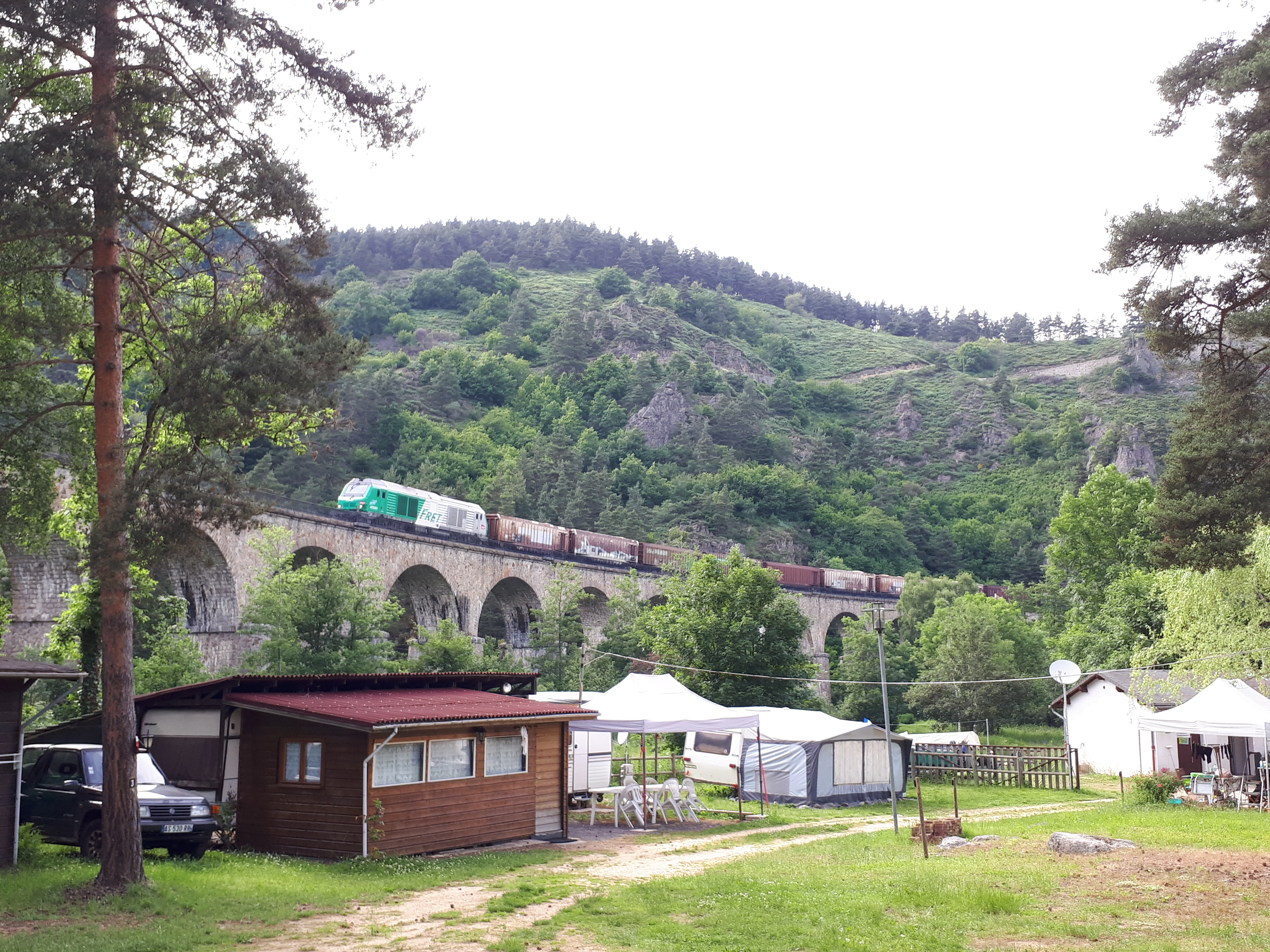
Un train de fret sur le viaduc de Chapeauroux.

Le trafic fret est presque abandonné. De nombreuses gares sont fermées. Seule la gare de Langeac a un trafic régulier fret, de bois et plaquettes à destination de Tarascon. Il a été assuré par la SNCF jusqu'en janvier 2008 (via Clermont-Ferrand et Lyon à partir de 2001), et est maintenant assuré trois fois par semaine par Euro Cargo Rail via Alès (trajet direct). Cela a permis d'augmenter considérablement la rotation des wagons.
Les convois de fret peuvent circuler sur toute la ligne dans la limite de 22,5 tonnes par essieu sauf entre Langogne et Alès où la limite est abaissée à 20 tonnes par essieu.
- Triage des Gravanches, au nord de Clermont-Ferrand.

### Trains d'essai
Cette ligne a servi à l'essai de nouveaux trains :
- en mars 1994, un élément pendulaire de la Deutsche Bahn a circulé entre Langogne et Nîmes. La région Languedoc-Roussillon a pu tester un VT 610 avec une pointe à 169 km/h entre Alès et Nîmes, mais sans suite du fait de la commande des automoteurs X 72500 aptes à circuler à 160 km/h[RP 3] ;
- à l'automne 2002, une machine bifréquence Bombardier TRAXX série 185 de la Deutsche Bahn a circulé entre Saint-Germain et Clermont-Ferrand[RP 12], utilisant donc une partie de la ligne entre Riom et Clermont-Ferrand.

## Feuilleton télévisé sur la ligne
L'histoire de la construction de cette ligne entre Langeac et Monistrol est contée dans le feuilleton télévisé La Princesse du rail réalisé par Henri Spade à partir du roman de Henri Vincenot Les chevaliers du chaudron et diffusé sur la première chaîne ORTF en 1967 puis 1972, avec en vedette Jacques Santi (peu de temps avant qu'il devienne célèbre dans la série Les chevaliers du ciel).
Toutefois, pour les scènes de construction, ce n'est pas cette ligne qui a été utilisée pour le tournage, mais une autre, inachevée, près de Lantriac. À noter également que la machine à vapeur utilisée pour cette évocation télévisée de l'histoire de la ligne est la locomotive Crampton no 80 conservée à la Cité du train (musée du chemin de fer) de Mulhouse.

## La ligne dans la littérature
La ligne est décrite dans un récit d'Henri Vincenot de la série des Voyages du professeur Lorgnon paru dans les numéros de la La Vie du Rail des 8 et 22 janvier 1967 et 5 février 1967 sous le titre « Les fourmis dans les jambes » réédité en ̇1983 aux éditions Denoël et en 2003 aux éditions Omnibus.